# Bigard (entreprise)
Pour les articles homonymes, voir Bigard.
Le groupe Bigard est une entreprise agroalimentaire française d'abattage de bétail et de transformation de la viande. Il opère également sous le nom de ses filiales, notamment Charal et Socopa.
Fondé par Lucien Bigard en 1968, le groupe comprend, en 2023, 60 sites industriels, dont 29 abattoirs. Il est, à 90 %, la propriété de son président-directeur général, Jean-Paul Bigard, fils du fondateur.

## Historique
Après avoir optimisé son organisation industrielle, fixant par exemple dans ses ateliers des « pauses pipi » à des heures imposées, Lucien Bigard met à profit les années 1990 et 2000 pour réaliser des acquisitions d'autres sociétés dans le secteur de la transformation de la viande : en 1995, Bigard acquiert le groupe Arcadie (sept sites de transformation en France), donnant naissance à un ensemble qui représente un chiffre d'affaires de 10,6 milliards de francs, et de 3 000 salariés environ ; en 1997, c'est l'entrée dans le capital du groupe Charal ; en 2002, c'est l'acquisition de Codevia et Sodavy ; en 2007, Bigard acquiert totalement le groupe Charal pour former un groupe, et réalisant plus de 2,8 milliards d'euros de chiffre d'affaires.
En 2009, le groupe fait l'acquisition de 61 % du capital du groupe Socopa. Il est contraint pour ne pas être en position dominante de revendre la marque Valtero à Monfort Viandes, après avoir tenté en fin d'année 2010 un transfert préalable de cette marque Valtero au profit de sa marque Socopa avec un logo relooké,. Pour le non-respect des engagements qu'il avait pris auprès de l'Autorité de la concurrence, et pour avoir « par diverses pratiques, retiré tout intérêt à la marque Valtero », le groupe Bigard est condamné en 2012 à verser une amende de 1 million d'euros,.
En 2013, le groupe est sanctionné à hauteur de trois millions d'euros dans une affaire d'entente sur le marché du porc.
Désormais positionné en situation dominante, le groupe Bigard se montre de plus en plus inflexible sur ses prix d'achat aux éleveurs. Le groupe emploie en 2014 17 000 salariés et représente 40% des parts de marché nationales en viande de bœuf. Fort de 61 implantations industrielles ou commerciales, Il tente également de mettre au point des accords illicites avec ses concurrents et est condamné pour ces faits. En 2015, en pleine crise des éleveurs, il se lance dans un bras de fer avec le gouvernement qui veut imposer un prix minimum,.
En 2016, l'entreprise reprend pour un euro symbolique Copvial SA (abattoirs de Holtzheim en Alsace). La société avait été placée en liquidation judiciaire le 28 juin 2016.
Les comptes de l'entreprise ne sont pas déposés depuis 2017. Les principales entités du groupe réalisaient alors 4,2 milliards de chiffre d’affaires pour une centaine de millions d’euros de bénéfice net et 5,5 milliards d'euros en 2023. Il emploie en 2024 15 000 salariés (dont 1 200 à Quimperlé).
En janvier 2022, Bigard signe un contrat de partenariat jusqu'en 2025 avec le club de rugby du Racing 92. Bigard est très présent dans le partenariat sportif, notamment auprès des clubs de rugby français.
Le groupe Bigard est en position dominante sur le marché de la viande en France. En 2024, deux steaks hachés sur trois vendus en rayon libre service des supermarchés en France sont produits par des usines du groupe Bigard présentes dans l'hexagone.

## Organisation
La société est organisée sous la forme d'une société anonyme à directoire et conseil de surveillance. Son président-directeur général est Jean-Paul Bigard, fils du fondateur, Lucien Bigard. Sa fortune personnelle est évaluée à 550 millions d'euros en 2019.
Ses fils, Matthieu et Maxence, sont cadres de l'entreprise, responsables, respectivement, du marketing et de la stratégie du groupe.
Le groupe est divisé en plusieurs filières, dédiées à l'approvisionnement et au commerce de différents types de viandes : viande bovine, viande de veau, viande porcine, viande ovine, produits élaborés et cuirs et coproduits.
Jean-Paul Bigard est également le président de Culture Viande, syndicat national des industriels de la viande.

## Sites industriels
Le siège de l'entreprise et principal site de transformation se situe à Quimperlé, usine historique du groupe.
La société possède 55 sites en France, dont 23 abattoirs (en 2010), soit environ la moitié des abattoirs privés français. En 2023, le groupe comprend 60 sites industriels, mais est passé à 28 abattoirs en France.

### Abattoirs
Parmi les abattoirs de la société se trouvent les cinq sites de sa filiale Charal, situés à Cholet, La Châtaigneraie, Égletons (qui est aussi un site fabriquant des produits surgelés), Metz et Sablé-sur-Sarthe (porcs et bovins, 420 salariés). L'abattoir de Cholet abrite également le siège social de Charal.

### Autres sites
Parmi les sites de transformation de la société, se trouvent ceux de sa filiale Charal, comme l'usine de Nozay (180 salariés) qui fabrique des snacks (hamburgers, kebabs…) sur sept lignes de production, l'usine de Flers (500 salariés) qui fabrique des produits carnés surgelés, et l'usine de Lisieux (100 salariés).
Bigard dispose d'une usine à Vitry-le-François (200 employés) qui élabore des produits frais.

### Sites fermés

#### Usine d'Ailly-sur-Somme
L'usine de découpe de viande d'Ailly-sur-Somme a été rachetée à Defial en 2008 et comptait à l'époque 350 salariés. Lors de la fermeture du site fin 2016, il n'y avait plus que 94 salariés. Le groupe Bigard a souhaité le fermer pour « manque de rentabilité ». Une décision qui a été contestée par les autorités, qui ont obligé le groupe à déposer un plan de sauvegarde de l'emploi,.

## Controverses

### Incident en commission des Affaires économiques
Le 14 septembre 2017, Maxence Bigard, cadre de la société et fils du PDG Jean-Paul Bigard, refuse de répondre aux députés de l'Assemblée nationale lors d'une audition,. Invité à participer à une audience devant la commission des Affaires économiques de l'Assemblée, dans le cadre des états généraux de l'alimentation, Maxence Bigard fait preuve d'une absence de réaction et d'un mutisme qui soulèvent un tollé chez les députés.
Lorsque la discussion aborde les problèmes du mal-être des salariés, des pratiques et de la rentabilité de la filière viande en France, le député de la Somme, François Ruffin cite un rapport remis au comité d'hygiène, de sécurité et des conditions de travail (CHSCT) de la société, qui met en cause le comportement du management du groupe à l'égard des salariés de l'usine d'Ailly-sur-Somme, sans pour autant obtenir de réponse de la part de Maxence Bigard.
Même refus de répondre lorsqu'est pointée l'absence de dépôt de comptes annuels auprès du tribunal de commerce (obligation légale) de la part du groupe Bigard. Dominique Potier, du Parti socialiste, et Richard Ramos, du MoDem, témoignent également de leur agacement à propos des non-réponses du fils du président du groupe Bigard,,,,,.

### Non-publication des comptes
Alors qu'il aurait, selon le syndicat Force ouvrière, perçu 32 millions d’euros d’aides de l’État en crédit d'impôt pour la compétitivité et l'emploi (CICE) et en allègements sur les bas salaires en 2014 ainsi que 26 millions d’euros en 2015, et bien que la loi Sapin 2 relative à la transparence, à la lutte contre la corruption et à la modernisation de la vie économique l'y oblige, le groupe Bigard refuse, entre 2013 et 2019, de publier ses comptes. Constatant que ni les parlementaires, ni le ministre de l’Agriculture ne réussissent à contraindre le groupe à se conformer à la loi, l'association L214, la journaliste Inès Léraud, le lanceur d'alerte Pierre Hinard et l'association Lanceur d'alertes, dénonçant « une opacité financière », assignent le groupe et ses marques Charal et Socopa en justice.
Le 4 septembre 2019, alors qu'il est convoqué le lendemain au tribunal de commerce de Quimper pour l'action en justice concernant les comptes des sociétés du groupe Bigard, le 10 septembre au tribunal de commerce d'Angers pour la société Charal et le 25 septembre au tribunal de commerce de Créteil pour la société financière Bigard, le groupe décide, sous la pression, de publier en partie ses éléments comptables sur Infogreffe pour la période de 2014 à 2017.

### Crise du porc
En 2015, Cooperl Arc Atlantique et le groupe Bigard, les deux producteurs de porcs les plus importants de France, refusent de participer au marché du porc breton. Ils considèrent que le prix de la viande de porc est trop élevé par rapport au prix dans d’autres pays européens comme l’Allemagne. Le prix établi par le Marché du porc breton, un système de marché au cadran, est de 1,40 euro par kilogramme soit 38 centimes de plus que le prix néerlandais.

### Non respect de la loi Egalim
Le 30 mai 2024, interrogé dans le cadre d'une commission d'enquête parlementaire, Jean-Paul Bigard a reconnu que deux sociétés du groupe sont concernées par une procédure d'infraction des lois Egalim.

## Marques du groupe
- Bigard
- Charal
- Socopa
- et 18 autres marques

### Sources: articles de presse
- Virginie Malingre, « À Quimperlé, des « pauses pipi » à heures imposées », Le Monde,‎ 9 août 1995 (lire en ligne).
- Guy Revellat, « Le 2 janvier 2002 : Sodavy et Codevia rejoindront le groupe Bigard », La Dépêche du Midi,‎ 22 octobre 2001 (lire en ligne).
- Marie Cadoux, « Mariage de raison entre Bigard et Charal », LSA,‎ 6 septembre 2007 (lire en ligne).
- Rédaction du Monde et Reuters, « Des producteurs de viande bovine bloquent neuf abattoirs », Le Monde,‎ 8 novembre 2010 (lire en ligne).
- F.C.-L., « Bye-bye Valtero, re-bonjour Socopa », Linéaires,‎ 9 décembre 2010 (lire en ligne).
- F.C.-L., « Bigard cède Valtero à Monfort Viandes », Linéaires,‎ 3 juin 2011 (lire en ligne).
- Elodie Vallerey, « Rachat de Socopa : Bigard condamné à 1 million d'euros d'amende », L’Usine nouvelle,‎ 9 juillet 2012 (lire en ligne).
- Laurence Girard, « Des abatteurs de porcs condamnés à une amende de 4,57 millions d'euros », Le Monde,‎ 13 février 2013 (lire en ligne).
- Rédaction, « Jean-Paul Bigard (Groupe Bigard) »,  Capital,‎ 25 juin 2015 (lire en ligne).
- Alexandre Pouchard, « Prix du porc : comprendre le rôle du marché de Plérin », Le Monde,‎ 13 août 2015 (lire en ligne).
- Rédaction de Challenges et AFP, « Le marché du porc breton encore boycotté par Cooperl et Bigard », Challenges,‎ 13 août 2015 (lire en ligne).
- Pierre France, « Comment Bigard a économisé 30 millions d’euros pour s’emparer des abattoirs alsaciens », Rue89 Strasbourg,‎ 25 octobre 2016 (lire en ligne).